# Автомагістраль М1 (Велика Британія)
Автомагістраль M1 сполучає Лондон з Лідсом, де вона з’єднується з A1(M) біля Аберфорда, щоб сполучити з Ньюкаслом. Це була перша міжміська автострада, яка була завершена у Великій Британії першою автострадою в країні була об’їзна дорога Престона, яка згодом стала частиною M6.
Автомагістраль має 311 км і будувалася в чотири етапи. Велика частина автостради була відкрита в 1959 — 1968 роках. Південний кінець був розширений в 1977 році, а північний — в 1999 році.

## Історія
Ще до Другої світової війни були плани щодо мережі автомагістралей у Сполученому Королівстві. Лорд Монтег'ю заснував компанію для будівництва «дороги, схожої на автомагістраль» від Лондона до Бірмінгема в 1923 році, але минуло ще 26 років, перш ніж був прийнятий Закон про спеціальні дороги 1949 року, який дозволив будівництво доріг, обмежених для окремих транспортних засобів. класифікації, а в 1950-х роках перші в країні автомагістралі отримали дозвіл уряду.

### Перша ділянка, 1959 рік

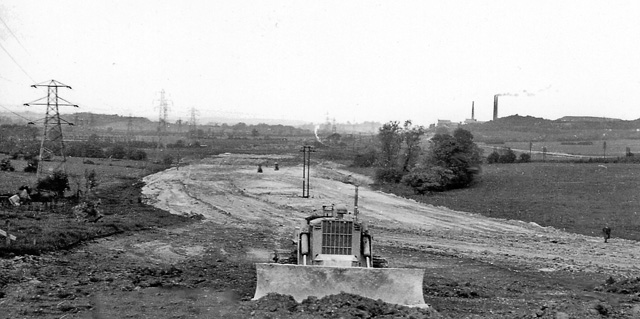
Погляд на північ від мосту B579 у Чалтоні. Колишній цементний завод у Сандоні справа (травень 1958)

Перша ділянка автомагістралі, між розв’язкою 5 (Вотфорд) і розв’язкою 18 (Крік / Регбі), була відкрита 2 листопада 1959 року разом із двома відгалуженнями автомагістралі, М10 (від розв’язки 7 на південь від Сент-Олбанса, яка спочатку сполучалася з A1) і M45 (від розв’язки 17 до A45 і Ковентрі). Частини ділянки Гартфордшир були побудовані з використанням парових котків.

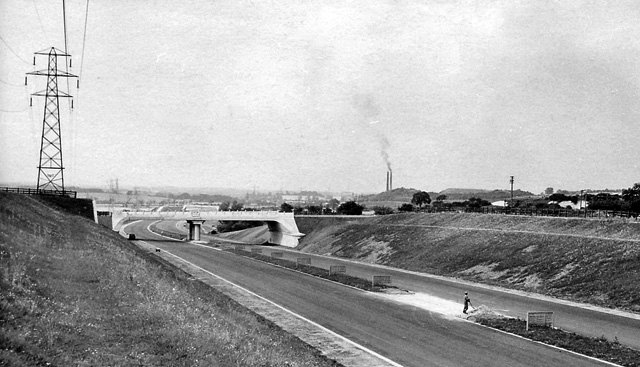
Дивлячись на північ з аналогічної позиції на південь від Тоддінгтонських служб (липень 1959 р.)

### Регбі – Лідс, 1965–1968
Продовження автомагістралі від розв'язки 18 до Йоркширу було здійснено як серія розширень між 1965 і 1968 роками. Відходячи від A5, автомагістраль проходить більш північним шляхом через Іст-Мідлендс, через Лестер, Лафборо, Ноттінгем до Шеффілда, де M18 відділяється від M1 на розв’язці 32 і прямує до Донкастера.

### Південно-східна міська автострада Лідса, 1972 рік

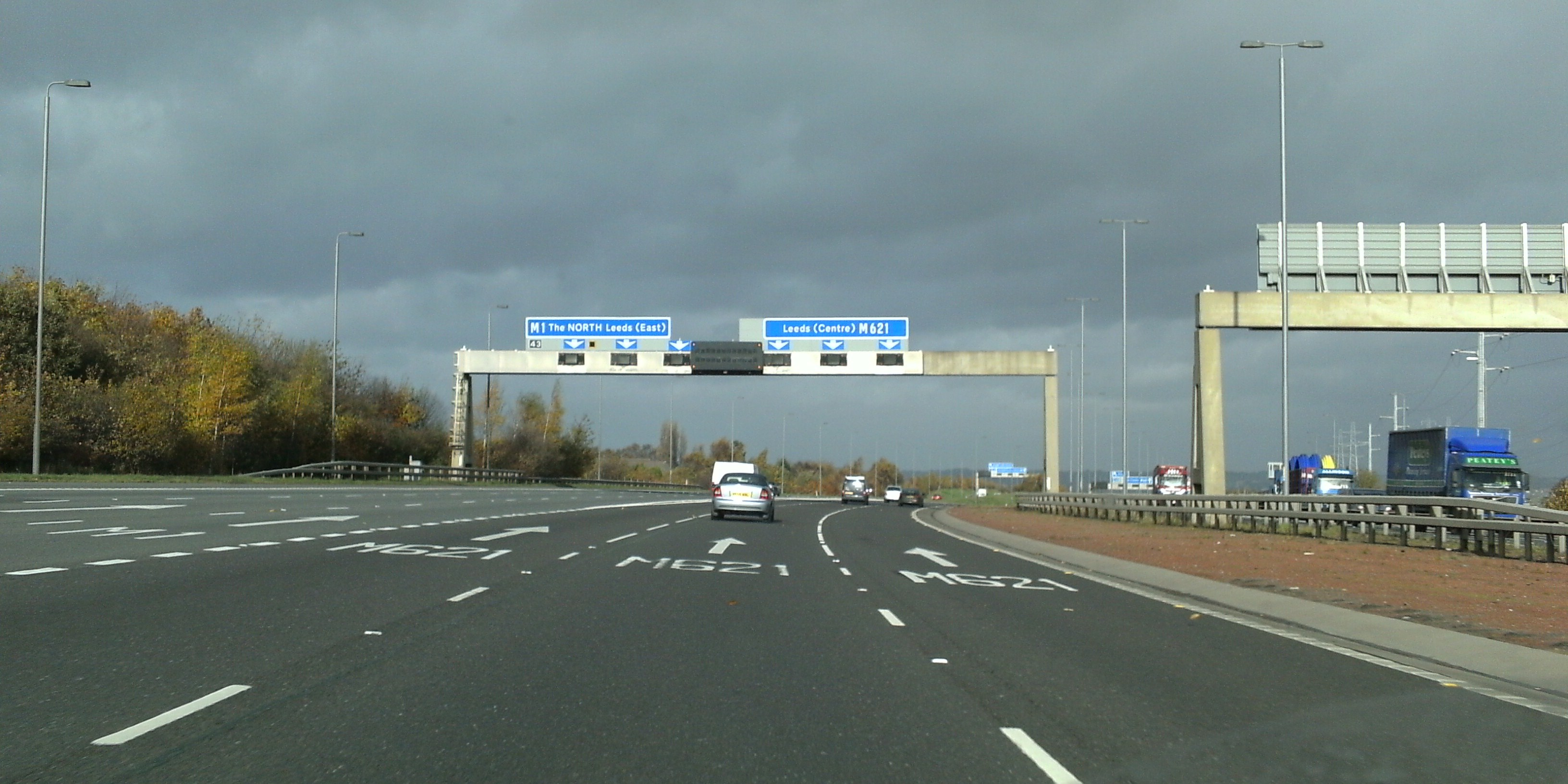
Розв'язка M1 і M621 на північних проїжджих частинах у Лідсі

У 1972 році розширення М1 було відкрито до центру Лідса як Південно-Східна автострада Лідса, де вона зустрічалася з Південно-Західною автомагістраллю Лідса (M621), що йшла на північний схід від M62 на розв’язці 3.

### Від Лідса до Хук-Мура, 1999
Між 1996 і 1999 роками ділянка M1 на північ від M62 зазнала серйозної реконструкції та розширення, щоб вивести M1 на новий маршрут до A1(M) в Аберфорді. Нова дорога передбачала будівництво низки нових розв’язок, мостів і віадуків на схід від Лідса. Коли нова ділянка M1 була завершена та відкрита 4 лютого 1999 року, ділянку Південно-Східної автомагістралі Лідса M1 було перейменовано як M621, а розв’язки отримали нові номери: M621 Junctions 4 to 7.

### Лондонські розширення, 1966, 1967 і 1977 роки

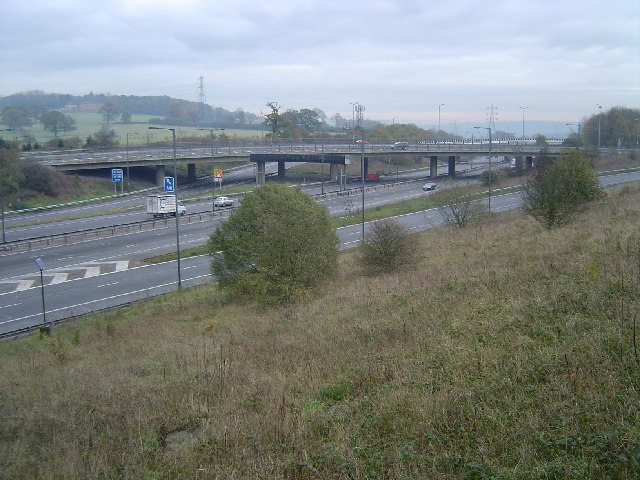
M1 на розв'язці 4. Досі видно старі контрольні платформи верхньої смуги, які у 2008 році було замінено новими, встановленими на узбіччях знаками зі змінними повідомленнями MS4.

М1 було продовжено на південь у бік Лондона від початкової початкової точки на розв’язці 5 у три етапи. Перша черга, відкрита в 1966 році, проходила по автомагістралі на південний схід, паралельно A41, до зустрічі з A5 на розв'язці 4 на південь від Elstree. Друга фаза продовжувалася на схід до Скретчвуда (London Gateway Services), яка займає місце відсутнього перехрестя 3, звідки незабудована відгалуження мала б з’єднатися з A1 у Стерлінг Корнер на північному сході). Потім M1 пролягає на південь вздовж магістралі Midland Main Line у напрямку до Hendon, де знову зустрічається з A1 на розв’язці 2 через щільно вигнуту ділянку естакади. Ці естакади, що з’єднувалися з A1, спочатку були призначені для руху в північному напрямку: ліва – як з’їзд на M1, права – проходить через перехрестя A1/A41 внизу, щоб повернутися до A1, що прямує на північ.